# Ochsenleckenbach
Der Ochsenleckenbach ist ein rund 0,3 Kilometer langer, rechter Nebenfluss des Hirtelbaches in der Steiermark.

## Verlauf
Der Ochsenleckenbach entsteht im nördlichen Teil der Gemeinde Kainach bei Voitsberg, im Nordosten der Katastralgemeinde Gallmannsegg und nördlich der Ortschaft Gallmannsegg am westlichen Hang des Donnerkogels, nordnordöstlich des Hofes Hirtel. Er fließt in einem Linksbogen insgesamt nach Süden. Nördlich von Gallmannsegg mündet er etwa 50 Meter östlich des Hofes Hirtel in den Hirtelbach, der danach nach links abbiegt. Auf seinem Lauf nimmt der Ochsenleckenbach keine anderen Wasserläufe auf.